# Avenged Sevenfold (album)
Albums de Avenged Sevenfold
All Excess
(2007) Live in the LBC & Diamonds in the Rough
(2008)
Singles
1. Critical Acclaim
Sortie : 28 août 2007
2. Almost Easy
Sortie : 18 septembre 2007
3. Afterlife
Sortie : 29 janvier 2008
4. Dear God
Sortie : 15 juin 2008
5. Scream
Sortie : 14 juillet 2008

Avenged Sevenfold (aussi connu sous le nom du The White Album en raison de sa pochette) est le quatrième album studio du groupe de metal Avenged Sevenfold, sorti le 26 octobre 2007 chez Warner Bros. Records and Hopeless Records. La sortie de l'album, initialement prévue le 16 octobre 2007, est retardée de deux semaines pour compléter la production. Le 23 septembre 2008, l'album est certifié or par la RIAA. L'album est également commercialisé sous format vinyle.
Avenged Sevenfold est le dernier album studio avec le batteur The Rev or Jimmy Sullivan, retrouvé mort le 28 décembre 2009, à peine deux semaines avant que le groupe ne commence l'enregistrement de leur album Nightmare.
Bien que la réception critique ait été mitigée par rapport aux albums précédents, Avenged Sevenfold remporte le Kerrang! Awards du meilleur album en 2008. Par ailleurs, l'album est classé dans la liste des "666 Albums You Must Hear Before You Die" selon Kerrang!.

## Style musical
L'album éponyme d'Avenged Sevenfold déroute une nouvelle fois les fans. En effet, le groupe continue son exploration musicale avec un hard rock teinté de metalcore. La musique se fait plus douce, moins speed, avec plusieurs ballades rock parfois empreints d'éléments country. Le piano prédomine dans certaines chansons. Le groupe garde les éléments qui ont forgé son identité : compositions complexes, parfois épiques, guitares incisives souvent harmonisées et solos de guitare mêlant habilement ses influences.
Critical Acclaim est la piste ouverture sur l'album et dispose d'un orgue de style gothique dans l'intro. Au cours de la tournée du groupe cette même chanson constituera la piste d'ouverture des concerts. Almost Easy est la deuxième chanson de l'album, de genre thrash metal qui n'est pas sans rappeler City of Evil. La chanson incorpore notamment la technique du re-recording pour le clavier. D'autres pistes de l'album utilisent le réenregistrement comme Unbound (The Wild Ride), pour le chœur, bien qu'elle soit la seule chanson de l'album à n'avoir jamais été jouée en live, ou encore Scream pour enrichir la ligne de basse. Dans Brompton Cocktail, le morceau est agrémenté d'un quatuor à cordes. Dans Lost, un vocodeur est utilisé et Dear God adopte une couleur davantage country grâce à l'ajout d'une pedal-steel guitar. La chanson la plus expérimentale de l'album est A Little Piece of Heaven, composée par The Rev or Jimmy Sullivan lors d'une pause entre deux sessions d'enregistrement. Il s'agit d'une chanson de metal avant-gardiste, influencée par les comédies musicales de Broadway et le travail de Danny Elfman et de Mr. Bungle, dans laquelle le rôle des guitares est tenu par des cuivres, des bois, des instruments à cordes frottées et piano.

## Liste des titres
| 1.  | Critical Acclaim         | 5:14 |
| 2.  | Almost Easy              | 3:54 |
| 3.  | Scream                   | 4:48 |
| 4.  | Afterlife                | 5:53 |
| 5.  | Gunslinger               | 4:11 |
| 6.  | Unbound (The Wild Ride)  | 5:11 |
| 7.  | Brompton Cocktail        | 4:13 |
| 8.  | Lost                     | 5:02 |
| 9.  | A Little Piece of Heaven | 8:00 |
| 10. | Dear God                 | 6:33 |

## Bonus
- Almost Easy (Jam-Along Version) - 3:55
- Bat Country (Live at Hammerstein Ballroom) - 6:04

## Certifications
| Pays              | Certification |
| ----------------- | ------------- |
| États-Unis (RIAA) | Platine       |
| Royaume-Uni (BPI) | Or            |